# Мартин Йодегор
Мартин Йодегор (на норвежки: Martin Ødegaard) е норвежки футболист играещ на поста атакуващ полузащитник, който играе в английският Арсенал, а също така и за националния отбор на Норвегия.

## Клубна кариера

### Реал Мадрид
На 22 януари 2015 г. Реал Мадрид подписва договор с Йодегор за сумата около 3 млн. евро. На 23 май 2015 г. в мач от последния кръг на първенството прави официален дебют за мъжкия отбор при домакинската победа със 7:3 над отбора на Хетафе, влизайки като резерва на мястото на Кристиано Роналдо в 58 минута.